# ادهونا
ادهونا (به لاتین: Adhuna) در بنگلادش است که در استان باریسال واقع شده‌است.